# 古巴浓缩咖啡
古巴咖啡（又称古巴浓缩咖啡、 可乐达 、奇托咖啡、古巴拉咖啡、古巴烈咖啡）是一种源自古巴的浓缩咖啡，它用浓缩咖啡加糖制作（传统上用第一滴最纯的浓缩咖啡加天然红糖搅打）。古巴咖啡也可以指用古巴咖啡制作的咖啡饮料，如拉丁美洲的牛奶咖啡。
在古巴以及古巴裔美国人社区喝古巴咖啡仍为重要的社交及文化活动，特别是在美国的迈阿密、坦帕和佛罗里达礁岛群等地区。

## 制作
传统的古巴咖啡采用深度烘培的咖啡豆制作，通常采用意大利烘焙或西班牙烘焙的咖啡豆，像是Café Bustelo 、Café La Llave、 Café Pilón等品牌的咖啡豆很受欢迎。古巴咖啡一般用摩卡壶制作，但也可以用电动咖啡机制作。
取出一些刚煮好的浓缩咖啡加入糖，然后用勺子用力搅拌会形成一些被称为espuma或espumita的奶泡。在制作咖啡时其热量会水解蔗糖，所以比单单冲泡的咖啡或饮用时添加糖的咖啡更香甜浓稠。

## 购买咖啡
在古巴餐厅可以饮用这种咖啡。在古巴裔美国人较多的地区开设的小咖啡馆（或大咖啡馆的附设）会设有小窗口，方便顾客购买咖啡。饮用古巴咖啡时通常会搭配tostada（涂有黄油的古巴面包片）或其他古巴糕点。

## 变体
告爾多是一种传统的浓缩咖啡，浇有热牛奶。咖啡与牛奶的配比可以为50/50至75/25。这种咖啡类似于拉丁美洲的其他告爾多，但预先加了糖。
牛奶咖啡（Café con leche），在咖啡中加了一杯热牛奶。普通咖啡和浓缩咖啡通常分开饮用，做法是将浓缩咖啡倒入热牛奶中，调至所需浓度后搅拌。这种咖啡是在古巴吃早餐时的经典饮品，进食时搭配涂有黄油的烤面包片。
可乐达（Colada），这种咖啡装在泡沫塑料杯中，并附有小塑料杯，可以倒入小塑料杯喝3至6次。它是外带咖啡，可以一饮而尽。古巴裔美国人社区在工作时的休息时间习惯喝这种咖啡。

## 参看
- 古巴的咖啡生产
- 达尔戈纳咖啡
- 咖啡饮品清单
- 热饮清单
- 越南冰咖啡